# Karboksypeptydazy

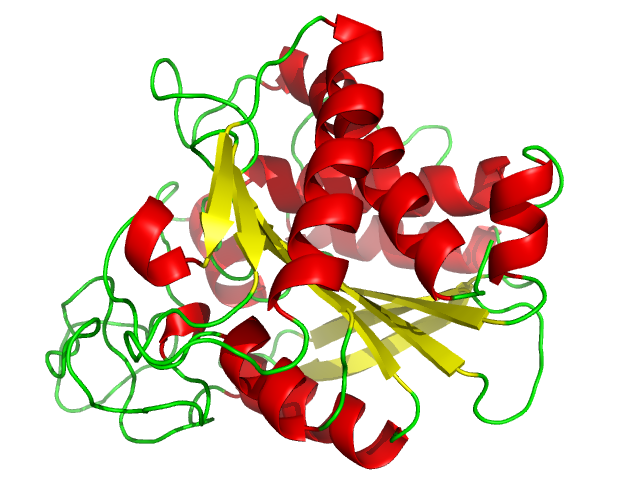
Struktura karboksypeptydazy A z trzustki wołowej

Karboksypeptydazy (EC number 3.4.16 – 3.4.18) – grupa enzymów hydrolizujących C-końcowe wiązanie peptydowe. U zwierząt (w tym u człowieka) i roślin znajduje się kilka typów karboksypeptydaz, związanych z różnymi funkcjami zależnymi od katabolizmu dojrzewania białek.